# Abrus wittei
Abrus wittei es una especie de Magnoliopsida del género Abrus, de la familia Fabaceae, del orden Fabales.Es un arbusto y crece principalmente en el bioma tropical estacionalmente seco.

## Distribución
Abrus wittei es una de las especies que se distribuye con endemismo en Zaire.

## Taxonomía
Fue descrita científicamente por Baker F. Fue publicado por primera vez en Revue de Zoologie et de Botanique Africaines, volumen 21, página 303 (1932).